# Гома-и-Томас, Исидро
Исидро Гома-и-Томас (исп. Isidro Gomá y Tomás; 19 августа 1869, Ла-Риба, Испания — 22 августа 1940, Толедо, Испания) — испанский кардинал. Епископ Тарасоны с 20 июня 1927 по 12 апреля 1933. Апостольский администратор Туделы с декабря 1927 по июнь 1933. Архиепископ Толедо и примас Испании с 12 апреля 1933 по 22 августа 1940. Апостольский администратор Тарасоны с июня 1933 по июль 1935. Кардинал-священник с 16 декабря 1935, с титулом церкви Сан-Пьетро-ин-Монторио с 19 декабря 1935.